# Pseudocheilinops
Pseudocheilinops is een monotypisch geslacht van straalvinnige vissen uit de familie van lipvissen (Labridae).

## Soort
- Pseudocheilinops ataenia Schultz, 1960